# B. J. 서호프

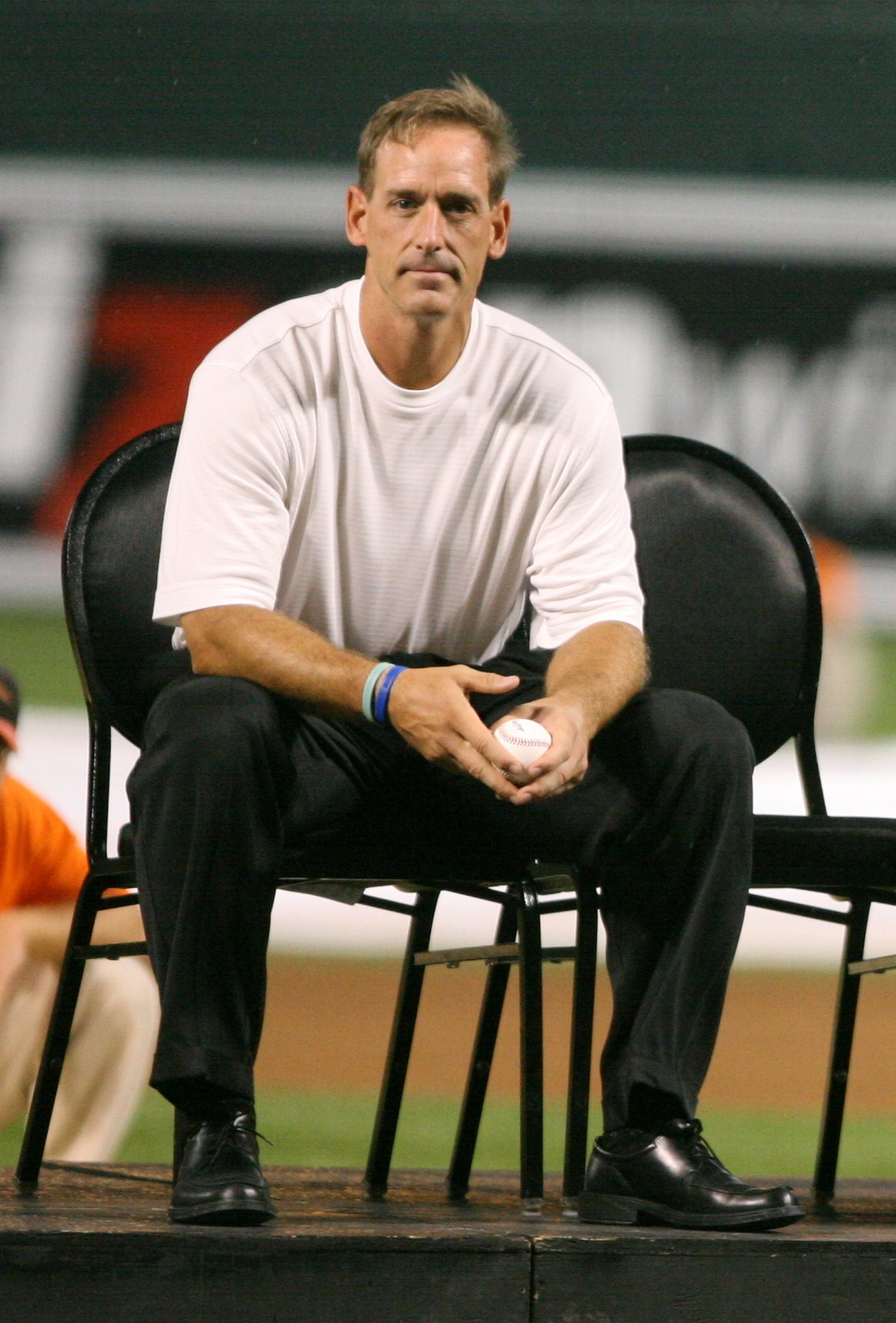

B. J. 서호프(B. J. Surhoff, 본명: 윌리엄 제임스 "B.J." 서호프, William James "B. J." Surhoff, 1964년 8월 4일 ~ )는 미국의 전직 포수, 외야수, 1루수, 3루수 및 메이저 리그 베이스볼(MLB)의 지명 타자이다. 18년의 MLB 경력 동안 투수를 제외한 모든 포지션을 소화했다. 1996년부터 2000년까지 오리올스에서 뛰었던 그는 2003년 팀에 다시 합류해 2005년 시즌까지 뛰었다. 그는 밀워키 브루어스(1987~1995)에서 경력을 시작했으며 애틀랜타 브레이브스(2000~2002)에서도 뛰었다. Surhoff는 포수로 경력을 시작했으며 1990년대 중반 3루수로 활약한 후 주로 좌익수로 전향했다. 서호프는 1985년 MLB 드래프트에서 전체 1순위로 지명되었다.